# Rigoloccio

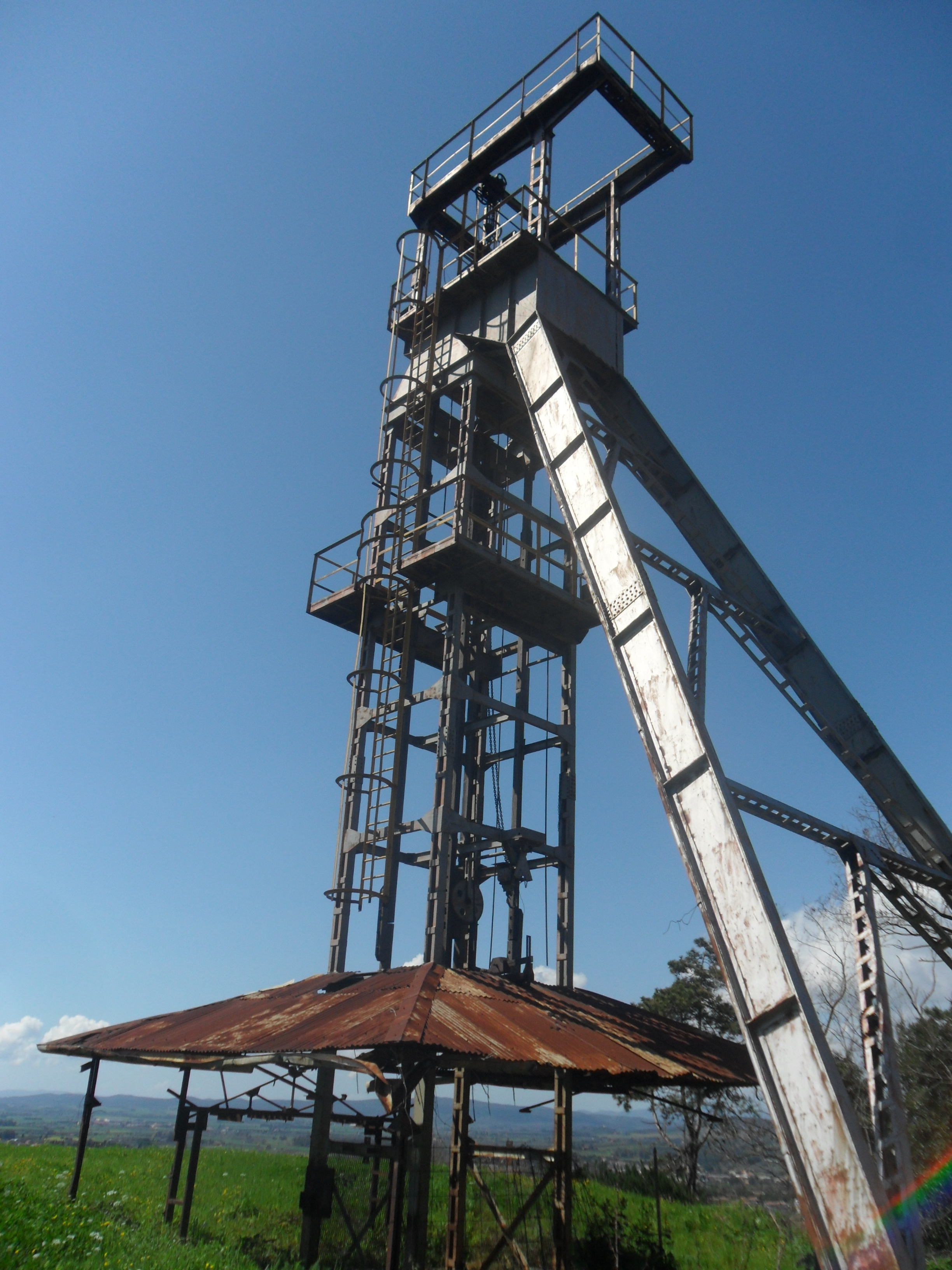
veduta ravvicinata Rigoloccio

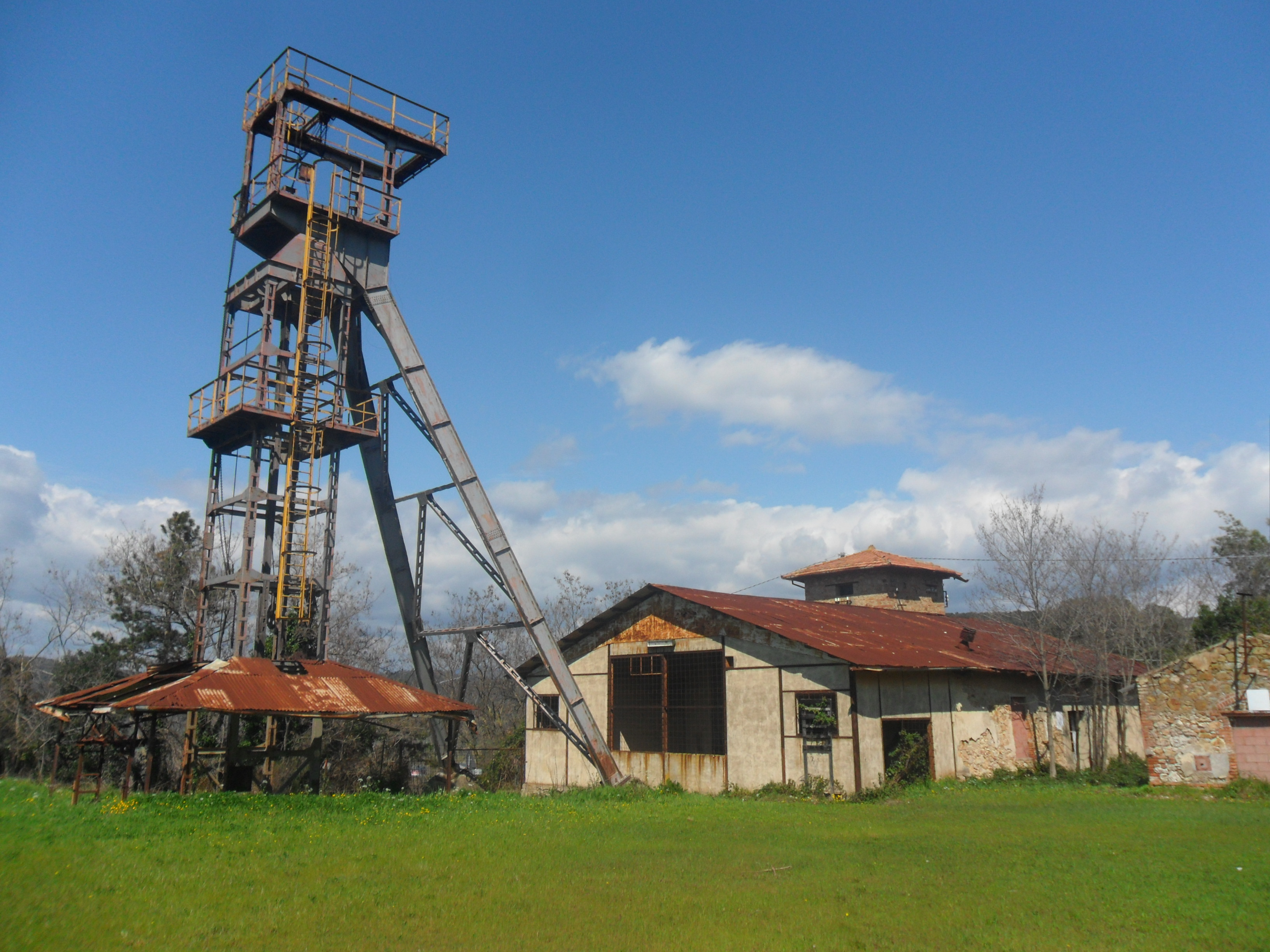
Rigoloccio

La miniera di pirite del Rigoloccio faceva parte del complesso minerario di Gavorrano (GR), al quale era collegato con una teleferica che giungeva in prossimità del Pozzo Roma. La teleferica in seguito è stata sostituita da una galleria sotterranea da cui il materiale estratto veniva condotto sino al Pozzo Roma.
Le discariche degli sterili hanno dato luogo ad un'ampia piattaforma dalle scarpate assai ripide, che in certi punti assumono la forma dei calanchi per l'accentuata erosione delle acque meteoriche.
L'impianto estrattivo è costituito da un pozzo, i fabbricati per ospitare l'argano  e dei servizi connessi con l'attività che attualmente sono totalmente abbandonate.
Nelle vicinanze del Pozzo del Rigoloccio, il Pozzo 4, è ancora in funzione ed è utilizzato per il pompaggio delle acque all'interno della Miniera.

## Storia
A partire dal 1924 l'area di Rigoloccio, fu interessata da intense ricerche minerarie (mediante sondaggi e una galleria di 550 metri alla Fonte all'Anguilla a q. 120) eseguite dalla Società Montecatini le quali fornirono dei risultati positivi. Permisero infatti di accertare l'esistenza di una serie "lenti" mineralizzate a pirite, talvolta collegate per mezzo di apofìsi più o meno evidenti.
Tali mineralizzazioni erano localizzate ai contatto tra il granito alterato e disgregato (detto "renone") a tetto e gli scisti permiani a letto.
La pirite che costituiva le lenti sopra citate si presentava abbastanza pura (anche se talvolta si individuavano ossidi ed idrossidi di ferro, peraltro circoscritti in piccoli settori) associata a ganga prevalentemente quarzosa.
Questi risultati spinsero nel 1925 la Montecatini ad intraprendere lo scavo di due pozzi (n°1 e n°2) per iniziare lo sfruttamento di questo giacimento, tanto che nel 1930 ebbe inizio l'attività produttiva.
Nei primi anni la coltivazione fu limitata alle parti più superficiali del giacimento, successivamente fu accertata la prosecuzione della mineralizzazione verso il basso, il che determinò un progressivo abbassamento dei cantieri.
Il pozzo principale, che ha l'imbocco a quota 136 s.l.m., nel 1929 fu approfondito fino a quota 0 s.l.m. e da questo, con una galleria (traversa) a quota 20 s.l.m., fu incontrata la pirite. A seguito di questo ritrovamento fu iniziata la costruzione della teleferica Rigoloccio-Gavorrano.
Questa miniera nonostante la sua ubicazione estremamente vicina a quella di Gavorrano, alla quale verrà successivamente collegata per mezzo detta galleria del livello -200 metri.
Oggi il sito minerario è un'area di competenza del Parco tecnologico archeologico delle colline metallifere grossetane e rientra all'interno del Parco minerario naturalistico di Gavorrano.